# Локацков Михайло Павлович
Михайло Павлович Локацков (1883, селище Міньярського заводу Уфимського повіту Уфимської губернії, тепер місто Міньяр Челябінської області, Російська Федерація — покінчив життя самогубством 14 липня 1928, будинок відпочинку Мар'їне, тепер Курської області, Російська Федерація) — радянський діяч, голова виконавчого комітету Челябінської губернської ради. Член ВЦВК. Член Центральної контрольної комісії ВКП(б) у 1925—1928 роках. 

## Життєпис
Народився в родині робітника-металіста. У 1894 році поступив учнем на Міньярський металургійний завод, потім працював токарем по металу.
Член РСДРП з 1905 року.
Брав активну участь у першій російській революції 1905—1907 років. Перебував під наглядом поліції, арешту уникнув завдяки призову у грудні 1905 року до російської армії. Під час служби у Виборзькому військовому гарнізоні брав участь у революційній роботі та підготовці збройного повстання. У березні 1906 року вперше заарештований, незабаром звільнений. У липні 1906 року заарештований вдруге за організацію ротних революційних комітетів та відправлений у дисциплінарний батальйон в село Трубініно Новгородської губернії. У 1907 році знову заарештований за належність до Виборзької військово-революційної організації, рік пробув у Шліссельбурзькій в'язниці. У 1908 році засуджений до 6 років каторги, які відбував біля річки Лена. З 1914 року — на засланні в Іркутській губернії.
Після початку Лютневої революції 1917 року обраний до складу Іркутської ради фабрично-заводських комітетів, Іркутського губернського комітету РСДРП(б) та обласного бюро рад. До травня 1918 року — комісар міліції, заступник голови Іркутського революційного трибуналу. 
З червня 1918 року перебував на нелегальному становищі, працював у бюро профспілок Златоустівського заводу, переховувався на конспіративній квартирі в Уфі. Після зайняття міста Червоною армією обраний членом Уфимського губернського комітету РКП(б). Потім був співробітником політичного відділу 5-ї армії, членом армійського революційного трибуналу.
У 1919 році — член Челябінського губернського революційного комітету.
З вересня 1919 року — на керівній профспілковій роботі в Челябінську. У січні 1920 року на 1-му з'їзді профспілок губернії обраний головою Челябінської губернської ради профспілок.
До червня 1921 року — заступник голови виконавчого комітету Челябінської губернської ради.
У червні 1921 — травні 1922 року — голова виконавчого комітету Челябінської губернської ради.
У 1922 році у зв'язку із загостренням хвороби відправлений на довготривале лікування; після одужання працював інструктором ВЦРПС.
Потім перебував на відповідальній роботі у Народному комісаріаті робітничо-селянської інспекції СРСР. До 14 липня 1928 року — заступник керівника позапланової інспекції Народного комісаріату робітничо-селянської інспекції РРФСР.
Покінчив життя самогубством (застрелився) 14 липня 1928 року в будинку відпочинку «Мар'їне» Курської губернії. Похований у Москві.